# Фальшиві курячі яйця
Фальшиві курячі яйця — штучні яйця, виготовлені з хімічних речовин, з вигляду дуже схожі на оригінальні. Виробляються в Китаї для незаконної реалізації під виглядом справжніх. Харчова цінність фальшивих яєць практично нульова, до того ж в них містяться речовини, здатні при тривалому вживанні завдати шкоди здоров'ю (наприклад, алюмокалієві галуни).

## Хімічний склад
Шкаралупа складається з суміші карбонату кальцію, парафіну і гіпсу. Для жовтка і білка використовуються альгінат кальцію, желатин, пігменти.

## Виготовлення
Спочатку виготовляється жовток. Спеціально підготовлена хімічна білковоподібна суміш забарвлюється пігментом в жовтий колір і поміщається в спеціальну напівкруглу форму для додання їй округлої форми. Потім форму з кулею занурюють у розчин вуглекислого калію для формування захисної плівки, яка не дозволяє «жовтку» розтікатися. «Білок» навколо «жовтка» робиться таким же чином, тільки в іншій формі овального виду. Після того, як заготівля яйця створена, її покривають штучною шкаралупою шляхом занурення в рідку суміш парафіну, гіпсового порошку і карбонату калію.

## Поширення і реалізація
Підробка курячих яєць є прибутковим підпільним бізнесом, так як їх собівартість не перевищує 25 % від вартості справжніх яєць. Підроблені курячі яйця регулярно зустрічаються у продажу в великих містах Китаю, таких як Пекін, Шанхай, Гуанчжоу. Крім того, м'янманська урядова газета «Нью лайт оф М'янма» офіційно оповістила, що багато яєць, що продаються на ринках і магазинах Янгону — підроблені.

## Розпізнавання
Хоча зовні відрізнити такі яйця практично неможливо, існує ряд способів їх розпізнавання.
1. Шкаралупа трохи більш блискуча і шорстка. Але відмінності досить незначні, тому за зовнішнім виглядом визначити штучне яйце непросто.
2. Якщо «круто» зварити фальшиве яйце, після чого очистити і покласти в холодильник на 4-8 годин, то «жовток» не синіє, як це спостерігається з справжнім яйцем, стає еластичним, а не кришиться, а «білок» набуває жовтуватого забарвлення .
3. Структура «білка» неоднорідна, білок може розвалитися.
4. Білок і жовток розбитого штучного яйця через деякий час утворюють однорідну масу, тому що зроблені з одного матеріалу.